# Metaphysische Dichtung
Als metaphysische Dichtung (engl. metaphysical poetry) wird eine Strömung in der englischen Dichtung des Barock im 17. Jahrhundert vor allem in Abgrenzung zu den cavalier poets bezeichnet. Der Begriff der metaphysical poets wurde in der Literaturgeschichtsschreibung jedoch erst etwa eineinhalb Jahrhunderte später geprägt und tauchte erstmals in Dr. Johnsons Life of Abraham Cowley (1779) auf. In späteren literaturgeschichtlichen oder literaturkritischen Darstellungen wurde der Begriff der metaphysischen Dichtung unspezifisch auch auf Poeten anderer Epochen ausgeweitet.

## Problematik der literaturgeschichtlichen Begrifflichkeit der „metaphysischen Dichtung“
Dichter wie William Wordsworth, Samuel Taylor Coleridge, Percy Bysshe Shelley, George Gordon Byron und John Keats, die im Nachhinein von der Literaturwissenschaft und -kritik dieser literarischen Strömung zugeordnet wurden, verstanden sich selbst nicht als „metaphysische Poeten“, sondern vielmehr als „Romantiker“; es ist zunächst nur wenig einleuchtend, was an ihrer Dichtung metaphysisch sein soll. Vor allem für ihre Liebesdichtung erscheint eine solche Einordnung eher abwegig, da ihre Liebeslyrik von einer Sinnlichkeit und oftmals geradezu physischen Drastik geprägt ist, die der sublimen Metaphysik der petrarkischen Liebe eher polemisch gegenübersteht.
Auch Dichter wie Andrew Marvell, George Herbert oder Richard Crashaw begriffen sich in ihrem Selbstverständnis kaum als metaphysische Poeten im Sinne einer einheitlichen literarischen Schule; eine solche Bezeichnung ist auch kaum für ihre religiöse Dichtung zutreffend, die keineswegs zu den metaphysischen Gewissheiten der mittelalterlichen Scholastik zurückkehrt, sondern in ihrem inständigen Fragen um die Wahrheit der inneren Erfahrung von Gnade ringt.

## Begriffsgeschichte
Die Vorgeschichte der literaturkritischen Begriffsprägung der „metaphysischen Dichtung“ zeigt deutlich, dass Dichter wie John Donne und seine Schüler von Anfang an nur in einem abwertenden Sinne mit Metaphysik in Verbindung gebracht wurden. So kennzeichnet beispielsweise bereits der zeitgenössische Dichter William Drummond of Hawthornden deren Lyrik pejorativ als verstrickt in „Metaphysical Ideas, and Scholastical Quiddities“, um derart die hermetisch-dunkle Bildhaftigkeit ihrer lyrischen Sprache als Abkehr von klassischer Klarheit anzuprangern.
In ebendiesem Sinne wirft auch John Dryden 1693 Donne vor, dieser verwirre das Denken und Empfinden des schönen Geschlechts mit metaphysisch-philosophischen Spekulationen („He affects the metaphysics [...] and perplexes the minds of the fair sex with nice speculations of philosophy“). Das „Metaphysische“ an Donnes Dichtung wird hier als bloße Affektiertheit charakterisiert, die in der Liebeslyrik gänzlich unangebracht sei. Der Dichter wolle einzig seinen Witz und Scharfsinn zur Schau stellen, indem er in haarspalterischer Weise metaphysische, philosophische und theologische Spekulationen in das Spiel eines erotischen Diskurses einbringe.
Diese negative Sichtweise greift schließlich Johnson in seinem Vorwurf auf, die metaphysischen Dichter seien zwar gebildet („men of learning“); es gehe ihnen jedoch ausschließlich darum, ihre Bildung zur Schau zu stellen („to show their learning was their only endeavour“). Aus der Sicht der klassizistischen Konzeption von wit (dt. Witz, Scharfsinn), der seine Bewährung vor allem im Aufdecken immer neuer, allerdings natürlich stets naheliegender oder schlüssiger Ähnlichkeiten finden sollte, wird der „metaphysische“ wit als dysfunktional, abstrus und forciert unnatürlich beanstandet.
Die Vertreter dieser metaphysischen Dichtung eint zwar ein Interesse an philosophischen Fragen, wobei metaphysisch hier indes gerade nicht als das Adjektiv zu Metaphysik zu verstehen ist, sondern vielmehr der willkürlichen, negativ konnotierten Beschreibung der fraglichen Dichter durch ihren Hauptkritiker Samuel Johnson entstammt, die ihren Anfang bereits in seinem Werk The Lives of the Poets (1744) nimmt.

## Metaphysischeconceits
Trotz ihres abwertenden Urteils findet sich bei den Kritikern der ersten sogenannten metaphysischen Dichter eine durchaus zutreffende und präzise Beschreibung der Bildstruktur ihrer Dichtung, die im frühen 17. Jahrhundert im Wesentlichen als conceit (von italienisch concetto) bezeichnet wurde.
Im conceit verbinden sich in pointierter Zuspitzung zwei möglichst weit auseinanderliegende Bereiche der Wirklichkeit in möglichst verblüffender metaphorischer Form. So werden neben Magie und Alchemie oder Logik und Mathematik ebenso die neueren Naturwissenschaften sowie auch die Theologie und Metaphysik in ihren entlegensten Wissensbeständen durchforstet, um überraschend neue und überraschend zutreffende conceits zu gestalten.
Dabei werden diese Wissenssysteme selbst nicht mehr als verbindlich gesehen, sondern vielmehr zu den Bildspendern eines metaphorischen Spiels verkehrt. Die frühneuzeitliche Modernität der Metaphysical Poetry entspringt in dieser Hinsicht gerade einem antimetaphysischen Ansatz, in dem die Metaphysik zu einem beliebigen Spielmaterial unter anderen wird.

## Stilistische und thematische Charakteristika
Ein wesentliches stilgeschichtliches Merkmal metaphysischer Dichtung ist die bewusste Abgrenzung zur elisabethanischen Dichtung bzw. zum Petrarkismus, den gängigen literarischen Bewegungen dieser Zeit, welche in der Kritik gesellschaftlicher Normen und Werte zum Ausdruck kommt.
Stilgeschichtlich bricht das metaphorische Spiel der conceits dabei vor allem mit der konventionellen ornamentalen und transparenten Bildlichkeit der elisabethanischen Lyrik. Es werden nicht länger konventionelle Jagdbilder oder topische Seefahrtsallegorien mit großer Detailfreude entfaltet; stattdessen findet sich eine äußerst weitgehende Verdichtung, die auf Dunkelheit oder Rätselhaftigkeit ausgerichtet ist. So werden beispielsweise die voneinander getrennten Liebenden bei Donne in seinem Gedicht A Valediction: Forbidding Mourning mit den beiden Schenkeln eines Zirkels verglichen oder in The Definition of Love die Vereinigung der Liebenden in einen Vergleich zu der Projektion des Globus auf eine Scheibe des Astrolabs gestellt.
Wird ein conceit wie etwa in Donnes Air and Angels breiter ausgesponnen, so geht es nur darum, einen bestimmten Bildbereich wie hier die scholastische Vorstellung vom Leib aus Luft, der es Engeln möglich macht, für die Menschen sichtbar zu werden, dazu zu nutzen, stets neue und subtile Analogiebezüge zur Liebeserfahrung und dem Verhältnis von Körper und Seele in der erotischen Vereinigung zu gewinnen.
Beliebte Themen der 'metaphysischen Dichter' sind Liebe und Religion, die oft in Form einer Argumentation behandelt werden, im Gespräch mit einer untreuen Geliebten, mit Gott oder allegorischen Figuren wie dem Tod, oder auch im Selbstgespräch. Wortspiele (puns), Oxymora und Paradoxa, besonders aber die erwähnten metaphysical conceits – weit hergeholte, besonders ausgefeilte Metaphern – sind Stilmittel, die besonders häufig in der metaphysischen Dichtung zu finden sind.
Der geistreiche Charakter dieser conceits besteht im Wesentlichen darin, dass zunächst lächerlich wirkende Vergleiche am Ende völlig logisch und in sich schlüssig erscheinen, wodurch den metaphysischen Dichtern letztendlich eine äußerst positive Bewertung zuteilwird.
Elliptische Syntax, metrische Unregelmäßigkeit und eine eher umgangssprachliche Ausdrucksweise sind weitere Kennzeichen der Werke metaphysischer Dichter.
In zeitgenössischen Darstellungen wird dieser neue Stil der metaphysischen Dichter als strong lined bezeichnet, um seine semantische Dichte und energische Rhythmik als herausragenden Unterschied zum vorausgehenden Stil hervorzuheben. Kennzeichnend für die gewollte Dunkelheit im Gegensatz zur klassischen Klarheit ist dabei ebenso eine neue Argumentationsdichte und eine Nachdrücklichkeit der verwendeten Sprache, die sich durchaus auch in umgangssprachlichen Wendungen äußern kann. In vielen der metaphysischen Gedichten wird aus einer konkreten Situation heraus gesprochen und eindringlich an ein Gegenüber appelliert. In The Flea setzt Donne beispielsweise das intime Beisammensein der Liebenden voraus; mit den Worten „Mark but this flea“ wendet sich der Sprecher an seine Geliebte, um sodann aus der Mischung ihres Blutes im Floh, der sie beißt, ein einfallsreiches Argument für den Liebesentzug vorzubringen.
Ähnlich impulsive oder dramatische Sprachgesten oder -wendungen finden sich in zahlreichen anderen Gedichten der metaphysical poets, oftmals bereits in den ersten Zeilen, um die Erwartungen eines poetisch gehobenen oder geschliffenen Sprachstils wirkungsvoll zu unterlaufen.
Nicht nur die Liebeslyrik, sondern auch die religiöse Dichtung der metaphysical poets weist eine vergleichbare dramatische Qualität auf: Sie bringt häufig ein bewegtes Ringen mit Gott oder um Gnade in einem inneren Dialog oder einem Dialog mit Gott zum Ausdruck. Selbst die eher kontemplativen Gedichte der metaphysischen Dichter gehen in der Regel von einer konkreten Situation aus, die dann zu einer sich vertiefenden Meditation führt.
Die ersten metaphysischen Dichter zählten zu den Zeitgenossen der bedeutenden elisabethanischen und jakobäischen Dramatiker; auf diesem Hintergrund ist die dialogische Bewegheit und stilistische Spannung von poetischer Bilderfülle und energievollen umgangssprachlichen Wendungen in ihren Gedichten literaturgeschichtlich keinesfalls zufällig entstanden.

## Sakralisierung des Erotischen
Vor allem mit Donnes Canonization entsteht in der metaphysischen Dichtung literaturgeschichtlich eine provozierende neue Liebeskonzeption, in der auch die Sexualität und das körperliche Begehren als heiliges Mysterium erscheinen, das nicht mehr wie noch bei Spenser dem Sakrament der Ehe geschuldet ist. Nach einem dramatischen Auftakt, in dem dem Sprecher von seinem Gegenüber, einem Freund etwa, Vorhaltungen wegen seiner allesverzehrenden, ruinösen Liebesleidenschaft gemacht werden, präsentiert der Liebende sich und seine Geliebte als Heilige und entfaltet aus diesem conceit eine Fülle neuer Analogien und Aspekte: Sie entsagen für ein höchstes Gut aller weltlichen Ambitionen und sind daher Heilige; ihr Tod bedeutet Auferstehung und neues Leben; ihre Vereinigung ist ein religiöses Mysterium, da sie aus zwei Personen eine macht; von späteren Liebenden werden sie als Heilige der Liebe in Hymnen und Gebeten als Vorbilder einer vollkommenen Weltflucht und Hingabe angerufen.
Neu ist dabei nicht Donnes Verwendung unkonventioneller religiöser Bilder in einem erotischen Diskurs, sondern seine Verwendung religiöser Metaphern, um ihre Art der Liebe zu heiligen. Im Gegensatz zur petrarkistischen Konvention einer religiösen Überhöhung durch Sublimation der Liebe ins Geistige wird in Donnes Gedicht in einer Bildersprache, die ans Blasphemische grenzt, die Liebe hier als körperlich-sexuelle Erfahrung geheiligt. Mit einem zentralen Wortspiel „We die and rise the same, and prove/Mysterious by this love“
werden das religiöse Geheimnis von Tod und Auferstehung mit dem Orgasmus („die“) und der neu erwachenden Lust („rise“) verbunden. In The Extasie besteht Donne ebenso auf der untrennbaren Einheit von körperlicher und seelischer Liebeserfahrung.
Mit impulsiven Sprachgesten und den conceits wird Abstraktes mit Materiellem und Körperlichem zusammengebracht; der Körper, seine Sinne und seine Sinnlichkeit werden auf diese Weise mit neuer Emphase in den lyrischen Diskurs der metaphysischer Dichter eingebracht.

## Hauptvertreter
Als Hauptvertreter und Vater der metaphysischen Dichtung wird allgemein John Donne betrachtet, der durch seine berühmten metaphysical conceits vor allen Dingen in seinen Gedichten The Flea und A Valediction: Forbidding Mourning als besonders witty (dt. geistreich) angesehen wird.
Entscheidend ist aber, dass die Bewegung der metaphysischen Dichter und die Kritik, die in ihr enthalten ist, nicht als offizielle Gegenbewegung der vorherrschenden literarischen Strömungen angesehen wird. Im Gegenteil, die ersten metaphysischen Gedichte wurden ausschließlich in privaten Kreisen vorgetragen und waren, besonders während der Anfänge bei John Donne, noch nicht für ein breiteres Publikum gedacht.
Die Bedeutung, die dieser Poesie heutzutage beigemessen wird, beruht hauptsächlich auf einer nachträglichen Interpretation.
Die bedeutendsten metaphysischen Dichter waren:
- John Donne
- George Herbert
- Andrew Marvell
- Thomas Traherne
- Henry Vaughan
- Richard Crashaw
- Thomas Carew
- Abraham Cowley
- John Cleveland
- Francis Quarles

Im 20. Jahrhundert wurde die metaphysische Dichtung insbesondere von den Dichtern der englischsprachigen Moderne zum Vorbild genommen; T. S. Eliot würdigte diesen Einfluss 1921 in einem Aufsatz.